# Zeche Vereinigte Germania
Die Zeche Vereinigte Germania ist ein ehemaliges Steinkohlenbergwerk im Dortmunder Stadtteil Marten. Das Bergwerk gehörte in der zweiten Hälfte des 19. Jahrhunderts zu den bedeutendsten Zechen im Regierungsbezirk Arnsberg.

## Geschichte

### Die Anfänge
- Im Jahr 1842 wurde die Mutung auf die Felder Oespel Nr. I und Oespel Nr. II eingelegt.[3] Die Felder wurden später umbenannt, Oespel Nr. I in Oespel und Oespel Nr. II in Anna.[1]

- Im Jahr 1844 wurde die Mutung auf das Feld Oberpräsident eingelegt.[3] Es folgten im Jahr 1845 die Mutung auf das Feld Gustav und 1846 die Mutungen der Felder Gewalt und Theodor.[1]

- Im Jahr 1847 wurde das Feld Siebenstern gemutet.[3] Im selben Jahr wurden die Geviertfelder Anna, Oespel, Theodor, Gustav, Gewalt und Oberpräsident verliehen.

- Am 14. Mai des Jahres 1850 wurden das Geviertfeld Siebenstern und eine Eisensteinberechtsame verliehen.[1] Noch im selben Jahr wurden die verliehenen Felder konsolidiert zu Vereinigte Germania.[3] Außerdem wurde in diesem Jahr die Gewerkschaft Vereinigte Germania gegründet.[4] Als Hauptgewerken waren die beiden Glasfabrikanten Theodor und Gustav Müllensiefen eingetragen, die zusammen 101 Kuxe besaßen.[5]

- Im Jahr 1853 wurden die Felder Germania Fortsetzung I und II gemutet. Im Jahr darauf wurden die Felder David und Germania Fortsetzung III gemutet.

- Im Jahr 1855 wurde das Geviertfeld Germania Fortsetzung I verliehen.[1] Die bergrechtliche Gewerkschaft Vereinigte Germania begann am 1. Juni desselben Jahres mit den Teufarbeiten für den Schacht Germania 1.[5] Der Schacht wurde an der heutigen Steinhammerstraße angesetzt. Bereits im Juli kam es zu einem starken Wassereinbruch, bei dem 6,8 m³ Wasser in den Schacht flossen. Im Dezember desselben Jahres wurde der Schacht gesümpft. Auch im darauffolgenden Jahr kam es zu starken Wasserzuflüssen.[1] Aufgrund der starken Wasserzuflüsse kamen die Teufarbeiten nur langsam voran.[3] Die Schachtwandung musste in diesem Bereich wasserdicht ausgemauert werden.[6]

- Am 25. Januar des Jahres 1856 wurde das Geviertfeld Germania Fortsetzung II verliehen.[1] Am 25. August desselben Jahres erreichte der Schacht bei einer Teufe von 38 Metern das Karbon.[5] Das Bergwerk gehörte zu diesem Zeitpunkt zum Revier Dortmund.[6]

- Am 2. März des Jahres 1857 wurde das Geviertfeld Germania Fortsetzung III verliehen.[1] Im selben Jahr wurde der Schacht bis auf eine Teufe von 61 Lachter tiefer geteuft. Während der Teufarbeiten wurden fünf Steinkohlenflöze durchörtert. Diese Flöze hatten eine Mächtigkeit von 20 bis 80 Zoll und ein nördliches Einfallen von etwa 16 Gon.[7] Im selben Jahr wurde bei einer Teufe von 98 Metern (−9 m NN) die 1. Sohle und bei einer Teufe von 129 Metern (−40 m NN) die 2. Sohle angesetzt.[1] Die oberste Sohle wurde als Wettersohle angesetzt.[7]

### Die ersten Betriebsjahre
- Die ersten Kohlen wurden 1858 gefördert.[3] Am 13. September desselben Jahres wurde eine Fahrkunst in Betrieb genommen.[1] Auf der Wettersohle und der ersten Tiefbausohle wurden die Aus- und Vorrichtungsarbeiten kontinuierlich weiter geführt. Auf der ersten Tiefbausohle wurde mit dem südlichen Querschlag das Flöz No. 5 überfahren. Dieses Flöz hatte eine Mächtigkeit von 78 Zoll und fiel mit 11 Gon nach Norden ein. Da sich in den Grubenbauen häufig schlagende Wetter ansammelten, musste die Wetterführung im Schacht verbessert werden. Auf Anordnung musste der hölzerne Wetterscheider gegen einen gemauerten Wetterturm ausgetauscht werden. Durch diese Maßnahme sollte auch der Wetterzug im Grubengebäude verbessert werden. Über Tage wurde eine Ladebühne für die Verladung und den weiteren Transport der Kohlen mit der Dortmund-Bochumer Eisenbahn gebaut.[8]

- Im Jahr 1860 wurde die bergbehördliche Erlaubnis für die Seilfahrt erteilt. Das Bergwerk erhielt im selben Jahr einen Eisenbahnanschluss. Wegen schlechter Wetterführung häuften sich auf dem Bergwerk in den Folgejahren die Zahl Schlagwetterexplosionen.

- Im Jahr 1861 wurde die Fahrkunst demontiert.[1] Im selben Jahr erreichten der südliche Querschlag auf der Wettersohle eine Auffahrungslänge von 55 Lachtern. Der südliche Querschlag auf der ersten Tiefbausohle erreichte eine Auffahrungslänge von 225 2/8 Lachtern. Die Sohlenstrecken in den Flözen No. 2 bis No. 5 wurden weiter aufgefahren. Nachdem die westliche Hauptverwerfung durchörtert worden war, konnte das Flöz No. 6 gelöst werden.[9]

- Im Jahr 1862 wurde bei einer Teufe von 203 Metern (−114 m NN) eine Teilsohle angesetzt. Diese Teilsohle wurde später zur 3. Sohle.[1] Im selben Jahr wurde mit den Teufarbeiten für einen Wetterschacht begonnen.[3] Der Schacht wurde 630 Meter südlich von Schacht 1 angesetzt.[1] Bereits nachdem man im unteren Grünsand eine Teufe von zehn Lachtern erreicht hatte, kam es zu starken Wasserzuflüssen. Aus diesem Grund wurden die Teufarbeiten zunächst einmal gestundet.[10] Im Laufe des Jahres wurde der Schacht wieder aufgegeben.[1] Auf der Wettersohle wurde der südliche Querschlag bis auf eine Länge von 303 1/8 Lachtern aufgefahren. Dort wurde eine acht Meter mächtige Wechselstörung angefahren. Hinter der Störung konnten die Flöze No. 4 und No. 5 wieder ausgerichtet werden. Mit dem südlichen Querschlag auf der Bausohle wurden die Flöze No. 7 und No. 8 durchörtert.[10]
- Im Jahr 1863 wurde begonnen, einen weiteren Schacht abzuteufen.[1] Der Schacht wurde einen Kilometer südlich von Schacht 1 angesetzt.[3] Auf der Bau- und der Wettersohle wurden die Auffahrungsarbeiten weiter fortgeführt. Der südliche Hauptquerschlag wurde bis auf eine Länge von 325 1/8 Lachtern weiter aufgefahren. Auf der Wettersohle wurde die östliche Wetterstrecke und auf der Bausohle wurde die östliche Grundstrecke weiter aufgefahren.[11]

- Im Jahr 1865 wurden die Teufarbeiten am Schacht 1 wieder aufgenommen.[1] Der Schacht wurde in diesem Jahr um zwölf Lachter tiefer geteuft. Die Arbeiten am Wetterschacht verliefen zügig.[12] Bei einer Teufe von 27 Metern erreichte der Wetterschacht das Karbon.[3] Noch im selben Jahr wurde bei einer Teufe von 68 Metern (+37 m NN) die 1. Sohle angesetzt.[1] Der Wetterschacht sollte mit einem Wetterofen beheizt werden, der mit einem 30 Fuß hohen Schornstein versehen wurde.[12] Im Jahr darauf wurde zwischen dem Schacht 1 und dem Wetterschacht ein Durchschlag erstellt.

- Im Jahr 1869 wurde im Schacht 1 bei einer Teufe von 221 Metern (−133 m NN) die 3. Sohle angesetzt.[1] Am Schacht 1 wurde im selben Jahr eine neue Zwillingsfördermaschine installiert. Auf der zweiten Bausohle wurde ein Querschlag in nördlicher Richtung aufgefahren. Mit dem Querschlag wurde eine, bereits von den Zechen Colonia und Neu-Iserlohn angefahrene, Wechselstörung angefahren. Das Bergwerk gehörte zu diesem Zeitpunkt zum Bergrevier Westlich-Dortmund.[13]

- Im Jahr 1870 wurde unter Tage die Druckluftwirtschaft eingeführt.[1] Im selben Jahr wurde der Schacht 1 um 14 Lachter unterhalb der zweiten Bausohle bis zu einer Teufe von 126 Lachtern geteuft.[14]

- Im Jahr 1871 wurde im Schacht 1 bei einer Teufe von 290 Metern (−201 m NN) die 4. Sohle angesetzt. Im selben Jahr konsolidierte Germania Fortsetzung I-III und Vereinigte Germania zu Vereinigte Germania. Das Feld Germania Abspliss I wurde an die Zeche Borussia verkauft.

- Im Jahr 1872 wurden die Felder Germania Abspliss II und Germania Abspliss III an die Zeche Borussia verkauft. Am 18. Juli konsolidierten die Felder David und Vereinigte Germania unter dem Namen Vereinigte Germania. Am 27. Dezember desselben Jahres wurde die Berechtsame aufgeteilt in die beiden Felder Vereinigte Germania und Müllensiefen. Das Grubenfeld von Müllensiefen umfasste eine Fläche von 5,9 km², das von Vereinigte Germania umfasste eine Fläche von 3,4 km². Das Feld Müllensiefen wurde abgetrennt, um ein neues Bergwerk zu errichten. Im selben Jahr wurde die Gewerkschaft Martener Bergwerks-Verein Germania gegründet.

- Am 25. März des Jahres 1874 kam es zu einer Schlagwetterexplosion, hierbei wurden drei Bergleute getötet.[1]

- Im Jahr 1875 kam es erneut zu einer Schlagwetterexplosion, hierbei verloren sechs Bergleute ihr Leben.[3]

### Die weiteren Betriebsjahre
- Im Jahr 1875 wurde auf der 2. Sohle ein Durchschlag mit dem Schacht der Zeche Müllensiefen erstellt.

- Im Jahr 1876 wurden die Teufarbeiten an Schacht 1 wieder aufgenommen und der Schacht wurde tiefer geteuft.[1]

- Im Jahr 1877 kam es erneut zu einer Schlagwetterexplosion, hierbei wurden neun Bergleute getötet.[3] Im selben Jahr wurden die Teufarbeiten an Schacht 1 80 Meter unterhalb der 4. Sohle eingestellt. Außerdem wurde das Feld Müllensiefen mit dem Schacht zurückerworben. Die Zeche Müllensiefen war zuvor in Konkurs gegangen. Nachdem die Zeche Müllensiefen mit der Zeche Vereinigte Germania konsolidiert worden war, wurde der Betriebsteil Müllensiefen umbenannt in Schacht Germania 2.[1] Dadurch bestand die Zeche Vereinigte Germania nun aus zwei Betriebsteilen, Germania 1 und Germania 2. Germania 2 diente zunächst jedoch nur für die Bewetterung.[5] Die gesamte Berechtsame umfasste nun eine Fläche von 9,3 km².

- In den Monaten April und Mai des Jahres 1879 wurde die Förderung in Schacht 1 unterbrochen, um den Schacht durchbauen zu können. Im selben Jahr wurde an Schacht 1 eine Kokerei in Betrieb genommen.

- Im Jahr 1880 wurde der Schacht Germania 2 gesümpft. Der Schacht war bis zur 2. Sohle abgesoffen. Im selben Jahr wurde auf Germania 2 eine Kokerei in Betrieb genommen.

- Im Jahr 1882 wurde ein Vertrag mit der Gewerkschaft der Zeche Planetenfeld geschlossen. Aufgrund des Vertrages war es der Zeche Vereinigte Germania nun möglich, den vorhandenen Sicherheitspfeiler abzubauen.[1]

- Im Jahre 1883 wurde der mittlerweile vom Wetterschacht zum Förderschacht ausgebaute Schacht Germania 2 in Betrieb genommen.[5] Im selben Jahr kam es erneut zu einer Schlagwetterexplosion, bei der drei Bergleute getötet wurden.[1] Im Jahr darauf wurde mit den Teufarbeiten für einen weiteren Wetterschacht begonnen.[3] Der Schacht wurde im Südostfeld 1,5 Kilometer südöstlich von Schacht 1 angesetzt. Der Schacht erreichte im selben Jahr bei einer Teufe von 35 Metern das Karbon. Er wurde bis zu einer Teufe von 70 Metern geteuft und dort im Flöz Louise als Wetterüberhauen[ANM 1] weiter geteuft. Im Jahr 1885 wurde der Wetterschacht mit der 2. Sohle durchschlägig. Der alte Wetterschacht von 1863 wurde nun nicht mehr benötigt und wurde abgeworfen.

- Im Jahr 1886 wurden die Teufarbeiten an Schacht 1 wieder aufgenommen und der Schacht wurde tiefer geteuft.[1]

- Im Jahr 1887 wurde die Zeche Vereinigte Germania vom Westfälischen Grubenverein aus Dortmund übernommen.[5] Aufgrund dieses Besitzerwechsels wurden nun die Grubenfelder der Zechen Zollern und Vereinigte Germania zusammengeschlossen. Im selben Jahr wurde im Schacht 1 bei einer Teufe von 439 Metern (−351 m NN) die 5. Sohle angesetzt.[1] Im Jahr darauf wurden vom Westfälischen Grubenverein alle Kuxe von Vereinigte Germania übernommen.[4]

- Im Jahr 1892 ging die Zeche in den Besitz der Gelsenkirchener Bergwerks-AG über. Die Zeche Vereinigte Germania wurde in die Gruppe Dortmund der GBAG eingegliedert.[5]
- Im Jahr 1892 kam es erneut zu einer Schlagwetterexplosion, hierbei wurden vier Bergleute getötet.[1] Im selben Jahr wurde begonnen, den Wetterschacht 3 abzuteufen.[3] Der Schacht wurde neben Schacht 2 angesetzt und erreichte noch im selben Jahr bei einer Teufe von 55 Metern das Karbon. Noch im selben Jahr wurde der Schacht mit der 2. Sohle durchschlägig. Außerdem wurde auf der 3. Sohle ein Durchschlag mit Zollern 1 erstellt. Im Jahr darauf wurde der Wetterschacht 3 mit der 3. Sohle durchschlägig.[1] Noch im selben Jahr wurde der Wetterschacht 3 in Betrieb genommen.[3] Die Anlage 2/3 (Germania 2) wurde ab demselben Jahr als Hauptförderanlage eingesetzt.

- Im Jahr 1895 wurden die Teufarbeiten an Schacht 2 wieder aufgenommen und der Schacht wurde tiefer geteuft. Der alte Wetterschacht aus dem Jahr 1863 wurde im selben Jahr verfüllt. Im Jahr darauf wurde im Schacht 2 bei einer Teufe von 325 Metern (−240 m NN) die 4. Sohle angesetzt.[1]

- Im Jahr 1897 wurden die Aus- und Vorrichtungsarbeiten im Nordfeld weiter fortgeführt. An Schacht 2 wurden die Füllörter auf der 4. Sohle fertig gestellt und es wurde begonnen, den südlichen Hauptquerschlag aufzufahren. Oberhalb der dritten Tiefbausohle wurden die Flöze 13, 14, 15 und 16 weiter vorgerichtet und in Bau genommen. Im Südfeld wurden oberhalb der vierten Tiefbausohle die Flöze 18 und Dickebank vorgerichtet. Auf der zweiten Tiefbausohle wurde der nördliche Hauptquerschlag 50 Meter weiter aufgefahren. Über Tage wurde begonnen, die Waschkaue zu vergrößern.[15]

- Im Jahr 1898 wurde der Wetterschacht im Südostfeld erweitert.[1] In diesem Jahr waren auf dem Baufeld Germania I fünf Flöze in Verhieb. Drei der in Bau befindlichen Flöze waren mit reiner Kohle, die restlichen beiden Flöze hatten einen Bergeanteil von 0,1 bis zu 0,5 Metern. Auf Germania II waren sieben Flöze in Bau, die Mächtigkeit dieser Flöze lag bei 0,9 bis 2,1 Metern. Drei der Flöze hatten reine Kohle, vier hatten einen Bergeanteil von 0,01 bis 0,5 Metern.[16]

- Im Jahr 1900 wurden die Teufarbeiten am Wetterschacht im Südostfeld wieder aufgenommen und der Schacht wurde ab einer Teufe von 70 Metern tiefer geteuft. Im Jahr darauf erreichte der Wetterschacht die 4. Sohle.

- Im Jahr 1902 wurde auf der 4. Sohle ein Durchschlag zwischen dem Wetterschacht und Schacht 1 erstellt.

- Im Jahr 1907 wurden die Teufarbeiten am Wetterschacht 3 wieder aufgenommen und der Schacht wurde tiefer geteuft.[1]

- Im Jahr 1910 wurde mit den Teufarbeiten für den Schacht 4 begonnen.[3] Der Schacht wurde 82 Meter westlich von Schacht 1 angesetzt und erreichte noch im selben Jahr bei einer Teufe von 35 Metern das Karbon. Außerdem wurde in diesem Jahr der Wetterschacht 3 bis zur 4. Sohle in Betrieb genommen. Im Jahr darauf wurde der Schacht 4 zunächst mit der 3. Sohle und im Laufe des Jahres mit der 4. Sohle durchschlägig.

- Im Jahr 1912 wurde der Schacht 4 bis zur 5. Sohle durchschlägig.[1]

### Die letzten Jahre
- Im Jahr 1913 wurde der Schacht 4 als Förderschacht in Betrieb genommen.[3] Aufgrund von Bergschäden wurde der Schacht 1 im selben Jahr von über Tage bis zur 4. Sohle verfüllt.

- Im Jahr 1917 kam es zu einer erneuten Schlagwetterexplosion, hierbei verloren drei Bergleute ihr Leben. Im selben Jahr wurde das Reststück an Schacht 1 aufgegeben.

- Im Jahr 1919 wurden die Teufarbeiten an Schacht 2 wieder aufgenommen und der Schacht wurde tiefer geteuft. Am 26. Juli des Jahres 1920 wurden im Baufeld von Schacht 4 bei einer Schlagwetterexplosion vier Bergleute getötet.

- Am 22. Oktober des Jahres 1925 wurden bei einer verbotswidrigen Seilfahrt in einem Blindschacht sechs Bergleute getötet.

- Im Jahr 1926 wurde im Schacht 2 bei einer Teufe von 435 Metern (−350 m NN) die 5. Sohle angesetzt.

- Im Jahr 1927 umfasste die Berechtsame eine Fläche von 9,4 km². Am 7. April des Jahres 1928 wurde die Kokerei Germania 2/3 stillgelegt.[1]

- Im Jahr 1929 waren zunächst noch die Betriebsteile 2/3 und 1/4 vorhanden und in Förderung.[3] Am 1. Oktober desselben Jahres wurde die Förderung auf dem Betriebsteil 2/3 eingestellt, die Seilfahrt wurde jedoch weiterhin auf 2/3 durchgeführt. Die im Baufeld 2/3 abgebauten Kohlen wurden unter Tage nach Schacht 4 gefördert. Am 29. November desselben Jahres kam es über Tage zu einer Kesselexplosion, hierbei wurden drei Beschäftigte getötet.[1]

- Im Jahr 1930 wurde Germania 1/4 stillgelegt.[3] Durch die Stilllegung der Kokerei und des Schachtes 4 war nun das gesamte Bergwerk außer Funktion. Am Schacht 1 wurde noch im selben Jahr begonnen, die meisten Tagesanlagen abzubrechen. Das Grubenfeld von Vereinigte Germania wurde der Zeche Zollern zugeschlagen und dort zum Baufeld Zollern 1/3. Der Schacht 2 und der Wetterschacht im Südostfeld wurden im Jahr 1935 verfüllt.

- Im Jahr 1939 wurde von Zollern aus mit dem Neuaufschluss des Grubenfeldes begonnen.[1] Zweck hierfür war der Bau der Großschachtanlage Germania.[3]

## Förderung und Belegschaft
Die ersten bekannten Belegschaftszahlen stammen aus dem Jahr 1855, damals waren 43 Bergleute auf dem Bergwerk beschäftigt. Die ersten Förderzahlen stammen aus dem Jahr 1860, in diesem Jahr wurden mit 185 Beschäftigten 14.854 Tonnen Steinkohle gefördert. Im Jahr 1866 wurde mit 413 Beschäftigten eine Förderung von 380.333 preußischen Tonnen erbracht.  Im Jahr 1870 wurde eine Förderung von rund 163.000 Tonnen Steinkohle erbracht, die Belegschaftsstärke lag bei 635 Bergleuten. Im Jahr 1875 wurde mit 812 Beschäftigten eine Förderung von 157.549 Tonnen Steinkohle erbracht. Auf dem Bergwerk wurde gute und stückreiche Fettkohle gefördert. Im Jahr 1880 wurde eine Förderung von 169.916 Tonnen Steinkohle erbracht, die Belegschaftsstärke lag bei 728 Mitarbeitern. Im Jahr 1885 wurde eine Förderung von rund 420.000 Tonnen Steinkohle erbracht. Die Belegschaftsstärke lag in diesem Jahr bei 1580 Beschäftigten. Im Jahr 1890 lag die Belegschaftsstärke bei 2062 Beschäftigten, die Förderung betrug 547.367 Tonnen Steinkohle. Im Jahr 1900 stieg die Förderung auf 694.800 Tonnen Steinkohle, die Belegschaftsstärke lag bei 2533 Beschäftigten. Im Jahr 1905 wurde eine Förderung von annähernd 621.000 Tonnen Steinkohle erbracht, die Belegschaftsstärke lag in diesem Jahr bei 2730 Beschäftigten. Im Jahr 1913 wurde eine Förderung von 843.540 Tonnen Steinkohle erbracht. Die Belegschaftsstärke lag in diesem Jahr bei 3567 Beschäftigten. Im Jahr 1920 wurde eine Förderung von 712.920 Tonnen Steinkohle erbracht, die Belegschaftsstärke lag bei 3777 Mitarbeitern. Im Jahr 1925 wurde mit 3830 Beschäftigten eine Förderung von rund 881.000 Tonnen erbracht. Im Jahr 1927 wurde die Marke von einer Million Tonnen überschritten. In diesem Jahr wurden mit 3739 Beschäftigten 1.015.300 Tonnen Steinkohle gefördert. Dies war auch die maximale Förderung des Bergwerks. Im Jahr 1929 waren noch 3651 Mitarbeiter auf dem Bergwerk beschäftigt, es wurden 936.040 Tonnen Steinkohle gefördert. Dies sind die letzten bekannten Förder- und Belegschaftszahlen.

## Heutiger Zustand
Das Fördergerüst von Schacht 5 der Zeche Germania wurde 1973 zum Deutschen Bergbaumuseum in Bochum umgesetzt und ist heute als Wahrzeichen Bochums bekannt. Der 1955 abgeteufte Südschacht der Zeche Germania ist unverwahrt und dient Wasserstandsmessungen.
Auf dem ehemaligen Zechengelände befindet sich heute das Gewerbegebiet „Germania“. Schacht 5 ist nur noch an einer Protegohaube erkennbar. An die Zeche erinnert außerdem der Haltepunkt Dortmund Germania der S-Bahn-Linie S4 und diverser Buslinien. Das CJD hat in der Zeche Germania eine seiner Niederlassungen.

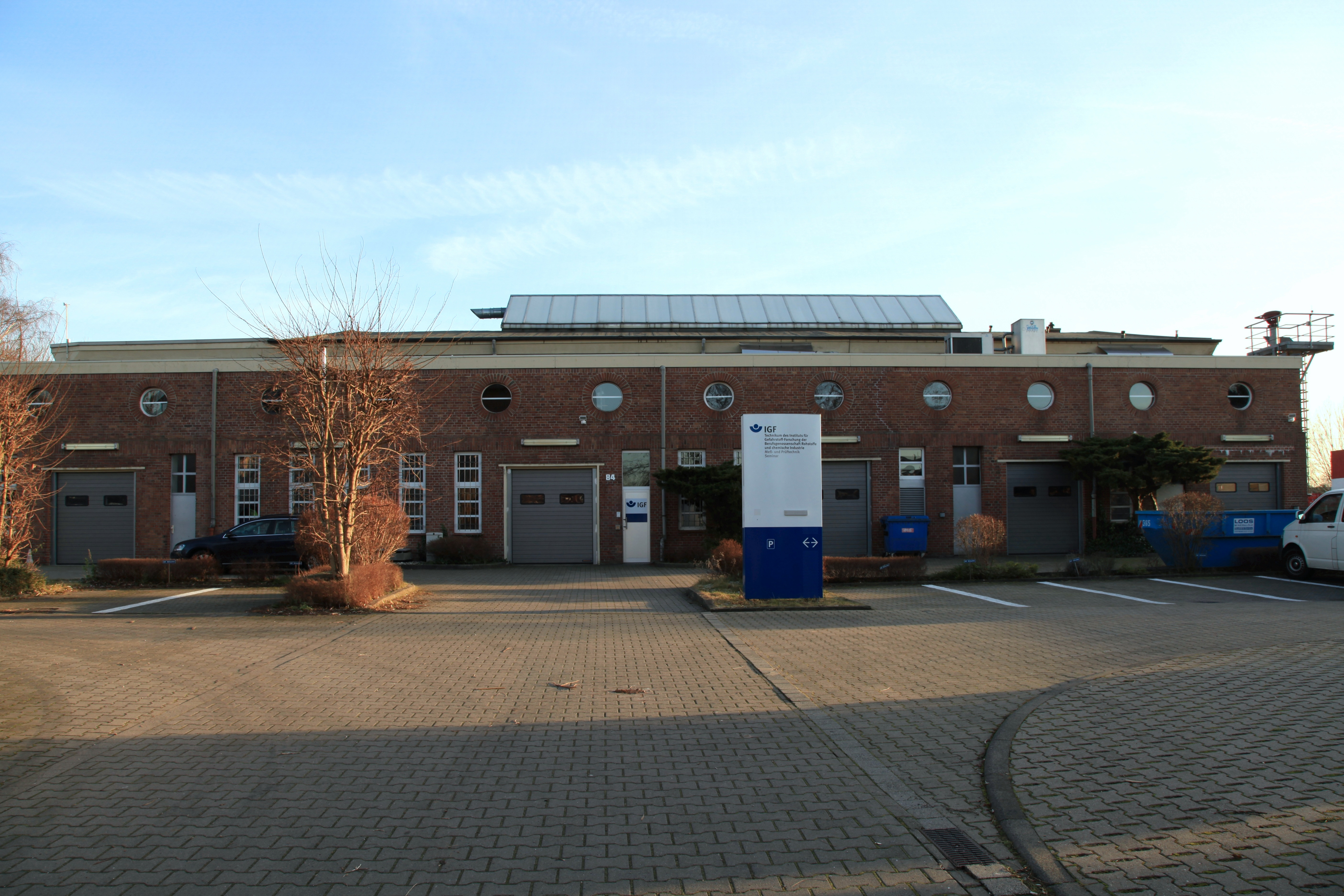
Protegohaube von Schacht 1 rechts im Bild
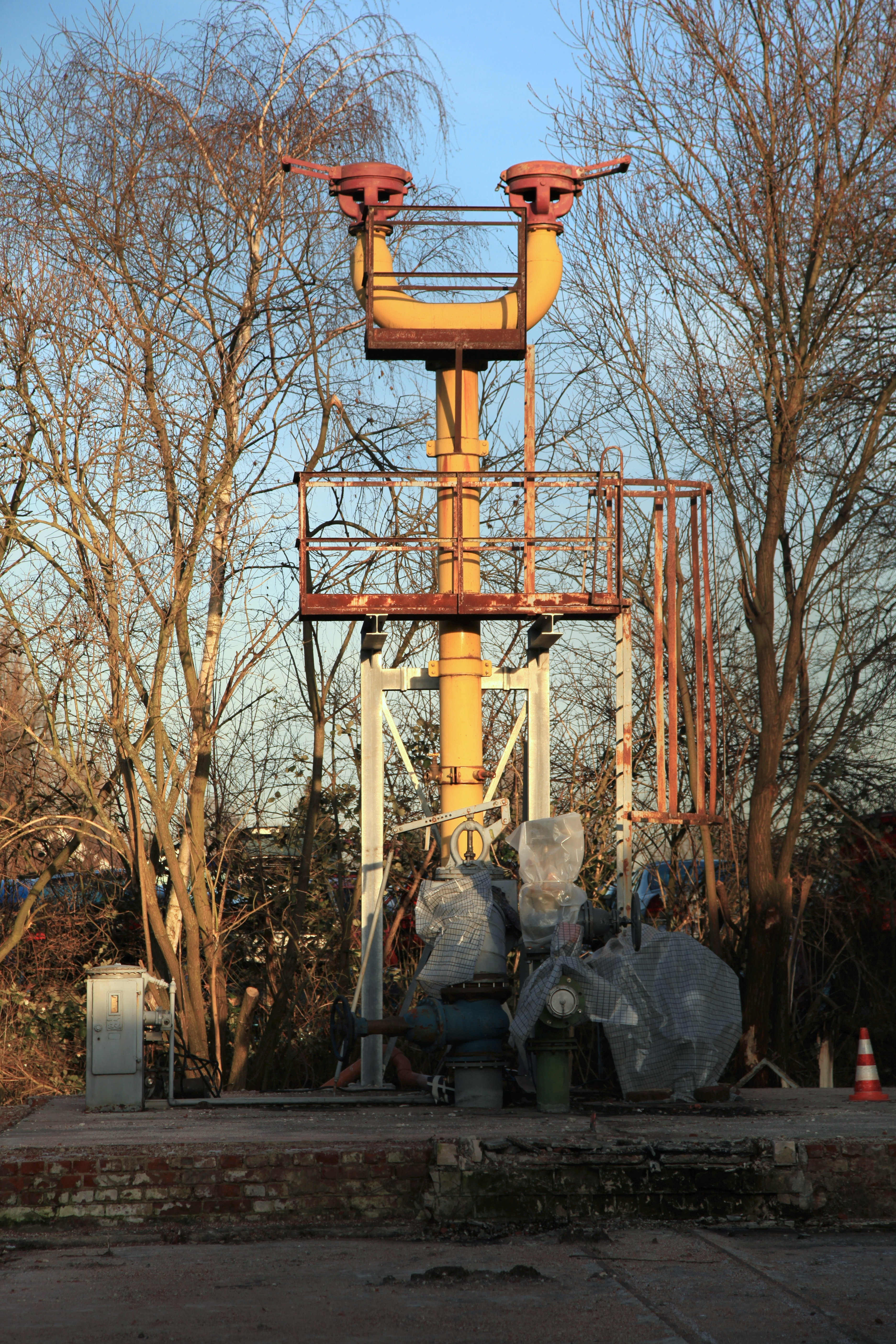
Protegohaube des Südschachtes
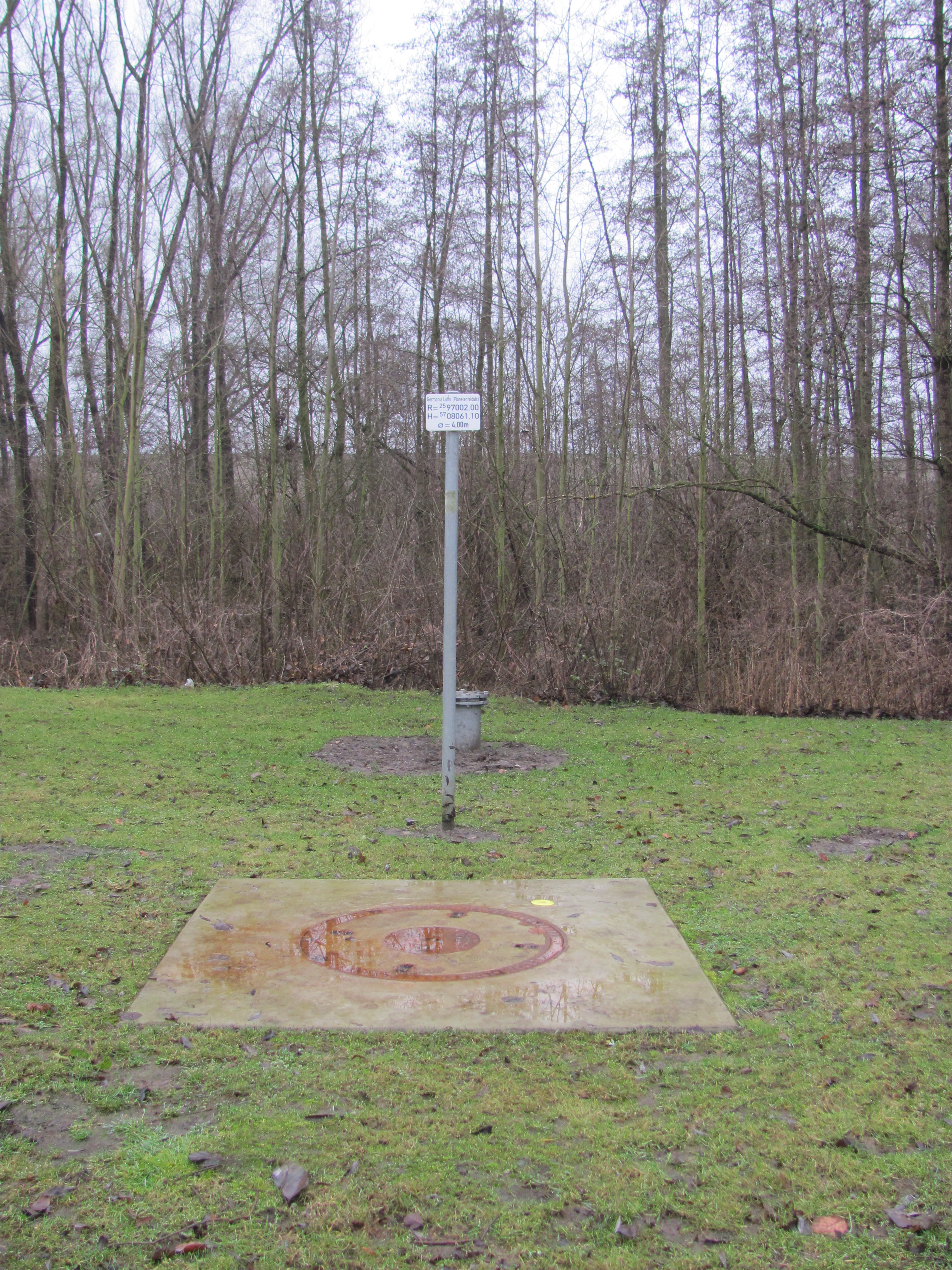
Wetterschacht Planetenfeldstraße, Zustand 2013
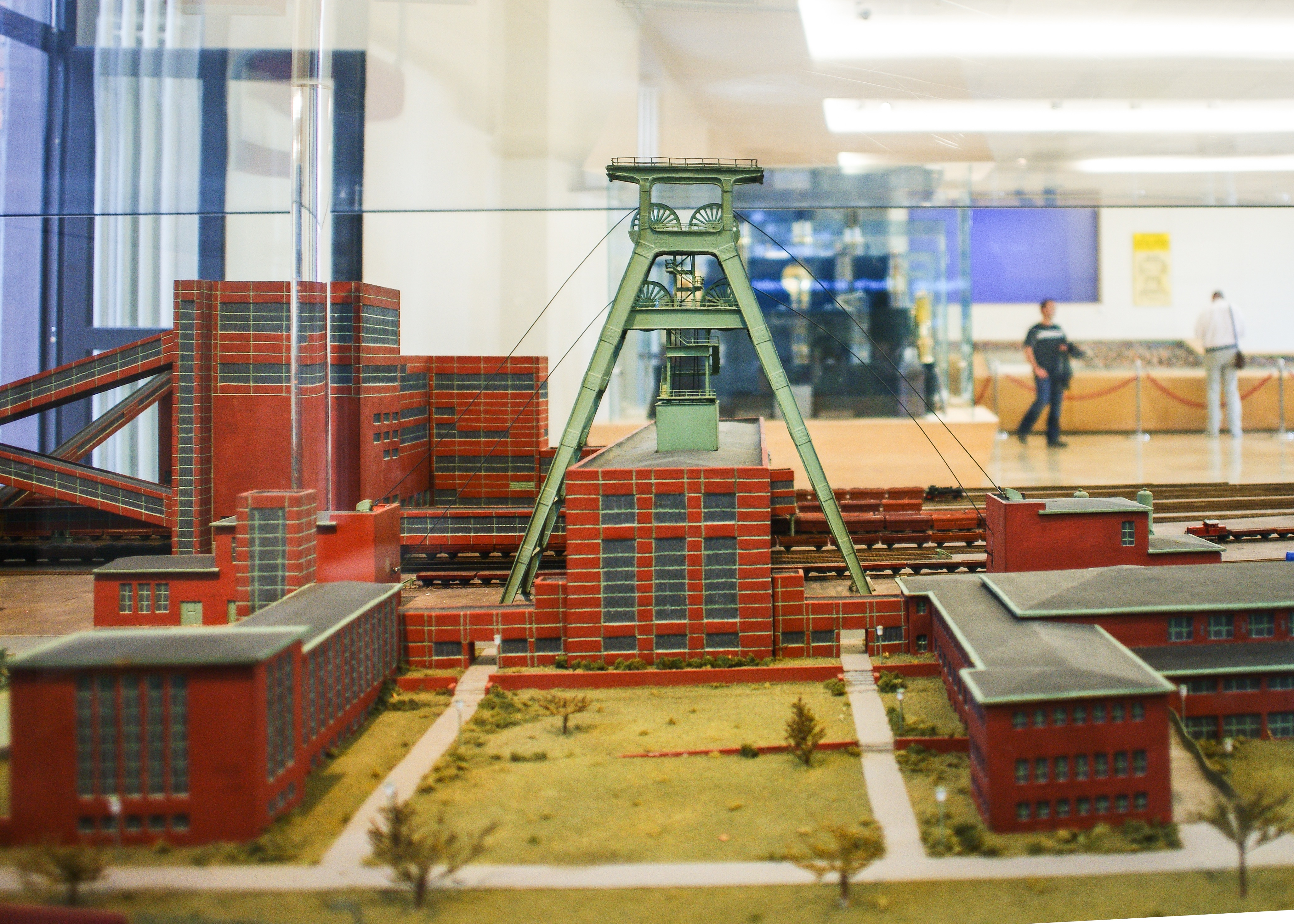
Modell im Deutschen Bergbaumuseum in Bochum